# Victor Hedman
Victor Hedman (ur. 18 grudnia 1990 w Örnsköldsvik) – szwedzki hokeista, reprezentant Szwecji.
Jego bracia Johan (ur. 1982) i Oscar (ur. 1986) także zostali hokeistami.

## Kariera klubowa
- Ångermanland (2005-2007)
- Modo J18 (2005-2007)
- Modo J20 (2005-2009)
- Modo (2005-2009)
- Tampa Bay Lightning (2009-)
  -  Barys Astana (2012-2013)

Wychowanek klubu Modo HK. Następnie zawodnik MODO Hockey. 26 czerwca 2009 roku został wybrany w drafcie NHL 2009 z numerem drugim przez drużynę Tampa Bay Lightning. Od lipca 2009 związany kontraktem z tym klubem. W listopadzie 2011 roku podpisał 5-letni kontrakt z klubem. Od września 2012 do stycznia 2013 roku na okres lokautu w sezonie NHL (2012/2013) związany kontraktem z kazachskim klubem, Barys Astana. W połowie 2016 przedłużył kontrakt w Tampie o osiem lat.

## Kariera reprezentacyjna
Uczestniczył w turniejach mistrzostw świata juniorów do lat 18 edycji 2007, 2008, mistrzostw świata juniorów do lat 20 edycji 2008, 2008, mistrzostw świata 2010, 2012, 2017, Pucharu Świata 2016.

## Sukcesy

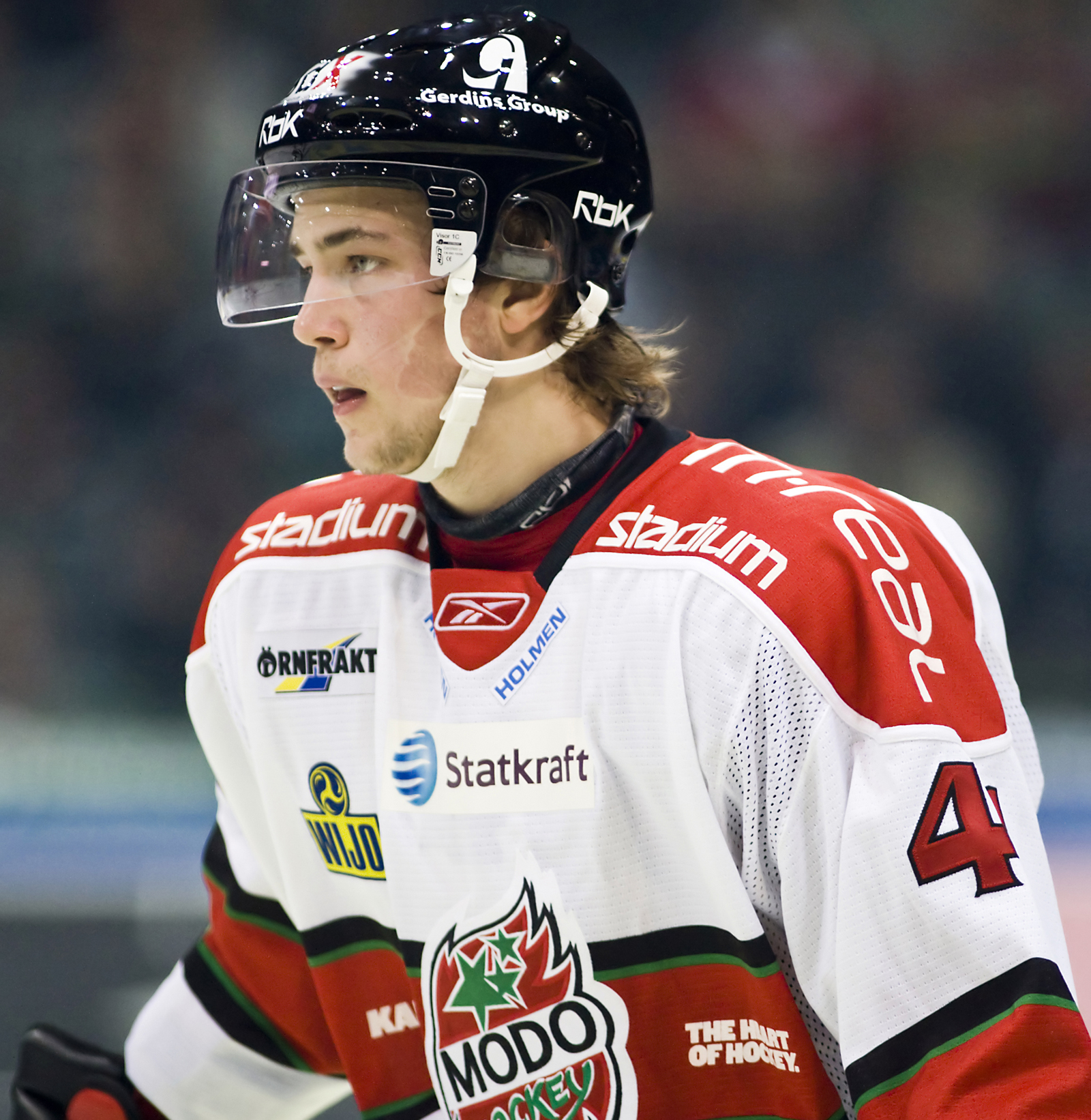
Victor Hedman w barwach MODO (2008)

Reprezentacyjne
- Brązowy medal mistrzostw świata juniorów do lat 18: 2007
- Srebrny medal mistrzostw świata juniorów do lat 20: 2008, 2009
- Brązowy medal mistrzostw świata: 2010
- Złoty medal mistrzostw świata: 2017

Klubowe
- Puchar Stanleya: 2020 z Tampa Bay Lightning

Indywidualne
- Mistrzostwa świata do lat 18 w hokeju na lodzie mężczyzn 2007/Elita:
  - Jeden z trzech najlepszych zawodników reprezentacji na turnieju[5]
  - Skład gwiazd turnieju[6]
- Mistrzostwa Świata Juniorów w Hokeju na Lodzie 2008/Elita:
  - Skład gwiazd turnieju
- Elitserien 2008/2009:
  - Najlepszy pierwszoroczniak sezonu Elitserien
  - Årets Junior - najlepszy szwedzki junior sezonu
- Channel One Cup 2012:
  - Skład gwiazd turnieju
- KHL (2012/2013):
  - Najlepszy obrońca miesiąca: listopad 2012
  - Mecz Gwiazd KHL (wybrany, nie wystąpił z powodu zakończenia powrotu do NHL)[7]
- KHL (2016/2017):
  - NHL All-Star Game
  - Drugi skład gwiazd
- Mistrzostwa Świata w Hokeju na Lodzie 2017/Elita:
  - Jeden z trzech najlepszych zawodników reprezentacji w turnieju[8]
- KHL (2017/2018):
  - NHL All-Star Game
  - Pierwszy skład gwiazd
  - James Norris Memorial Trophy
- KHL (2018/2019):
  - Drugi skład gwiazd
- KHL (2019/2020):
  - NHL All-Star Game
  - Drugi skład gwiazd
  - Conn Smythe Trophy

Wyróżnienie
- - Guldpucken (Złoty Krążek) - nagroda dla najlepszego szwedzkiego zawodnika sezonu